# Càsting
|  | Aquest article tracta sobre la tria d'actors per un espectacle. Vegeu-ne altres significats a «càsting (pesca)». |

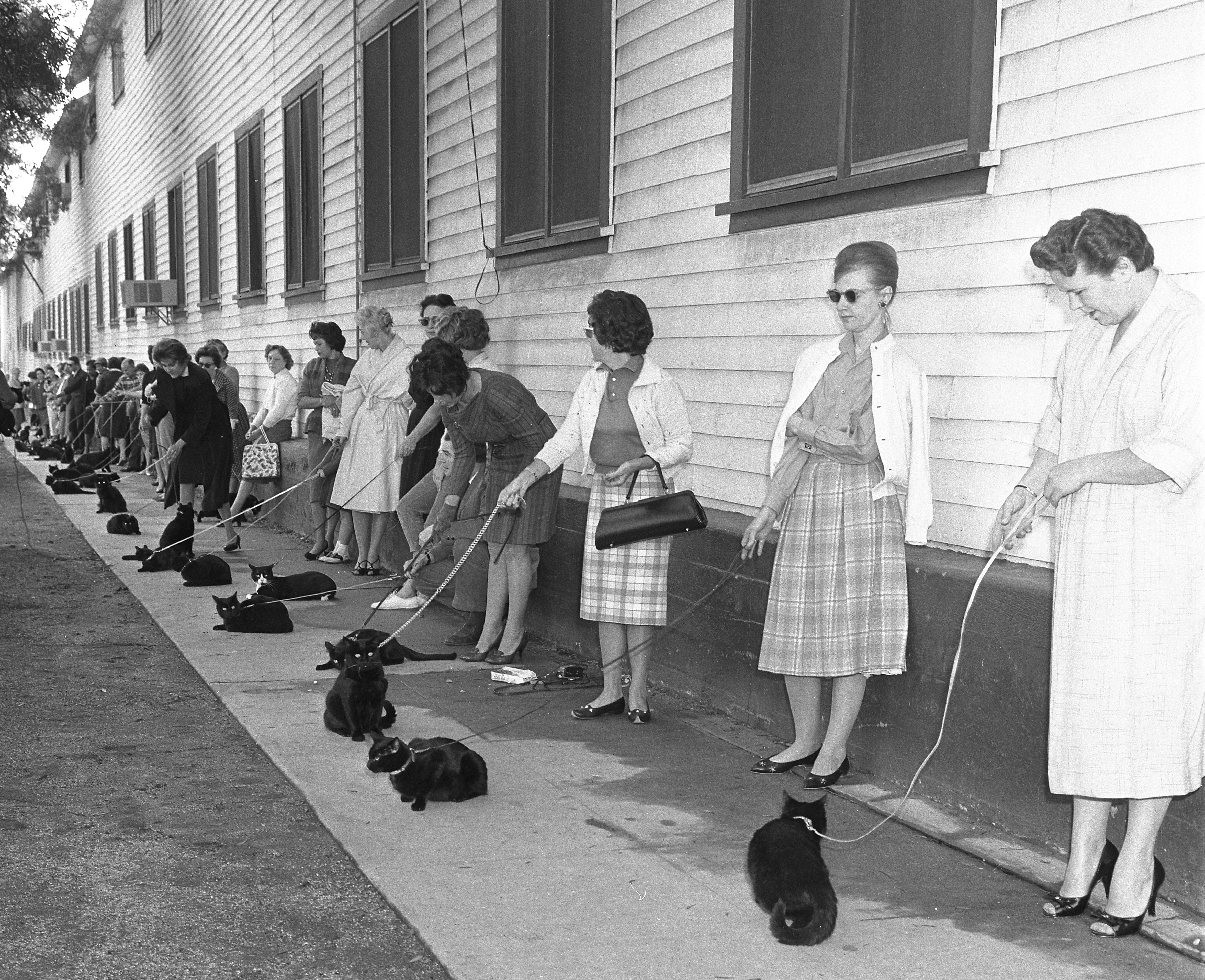
Los Angeles, 1967: Fent cua per a un càsting de gats per a la pel·lícula The Black Cat, de Roger Corman

Un càsting (de l'anglès casting) és, en les arts escèniques, l'etapa que permet triar un equip d'actors, ballarins, cantants o altres figurants per a una representació, ja sigui teatral o de cinema. A vegades s'utilitza de manera errònia el terme "càsting" per a definir l'equip d'actors que intervenen en l'obra. Això és degut al fet que el terme en anglès és cast, que en català equival a repartiment.
El càsting, a més de la selecció per currículums i altres coses, sol incloure una sèrie de proves dites "audicions" davant d'un jurat format per productors, directors o coreògrafs. Les primeres etapes consisteixen a demanar als artistes que interpretin un mateix paper proposat pels seleccionadors, com monòlegs curts, coreografies o cançons; així es poden fer comparacions i escollir l'intèrpret més apropiat. Altres passos poden incloure audicionar parelles d'artistes potencials tenint en compte diverses combinacions; el jurat considera tant el talent individual dels artistes com l'alquímia de la seva associació.
Els avisos de càsting poden ser públics (cas típic del teatre d'aficionats), o dirigits directament als professionals (per segons quins papers en el teatre o el cinema), o als actors específicament triats (per als papers principals, especialment en el cinema).

## Director de càsting
Quan es tracta de grans produccions cinematogràfiques, que necessiten a vegades la tria de centenars d'extres, hi ha el càrrec de director de càsting i fins i tot el d'ajudant de càsting. La seva feina consisteix, durant el període de preproducció, a fer una tria prèvia que presentarà al director artístic. Aquesta tria consisteix sovint a visualitzar enregistraments enviats pels actors postulants o els seus agents.
Els directors de càsting es van organitzar el 2005 i varen esdevenir membres de l'associació col·lectiva Location Managers Guild of America.

## Curiositats
Als Estats Units hi ha una organització professional de càsting per al teatre i la pantalla (Casting Society of America, CSA), però ser-ne membre és opcional.